# Emil von Sauer
Emil George Conrad von Sauer (Hamburgo, 8 de outubro de 1862 — Viena, 27 de abril de 1942) foi um pianista e compositor alemão.

## Vida
Recebeu as primeiras lições de sua mãe. Desde cedo mostrou grande talento musical. Em 1876 tocou para Anton Rubinstein, que encaminhou o jovem pianista para estudar com Nicolas Rubinstein. Após 5 anos de aplicado estudo, apresentou seu primeiro recital. Em 1882 tocou em Londres, seguindo então para vários países.
Em Weimar, Sauer, então com 22 anos, assistiu Liszt ministrando suas famosas 'masterclasses'.
Entre 1901 e 1907 ensinou no Conservatório de Viena, e nos anos finais de sua vida, voltou a ensinar.
Sauer foi editor de obras de Chopin, Liszt, Schumann e Brahms para a C. F. Peters.
Gravou composições de Schubert, Chopin, Mendelssohn, Liszt, Schumann, Anton Rubinstein e outras de sua autoria.
É autor de 2 Concertos para Piano e Orquestra, 2 Sonatas para Piano, 29 Estudos de Concerto, além de várias miniaturas. Sauer dedicou o seu 1°Concerto à Nicolas Rubinstein, tendo sido ele o solista na primeira apresentação do Concerto no Continente Americano, em 1908, em Boston. O 2° Concerto é dedicado à sua mãe.

## Trabalhos selecionados
- Dois concertos para piano
- Duas sonatas para piano
- Estudos de Concerto
- Suíte moderna

## Discografia selecionada

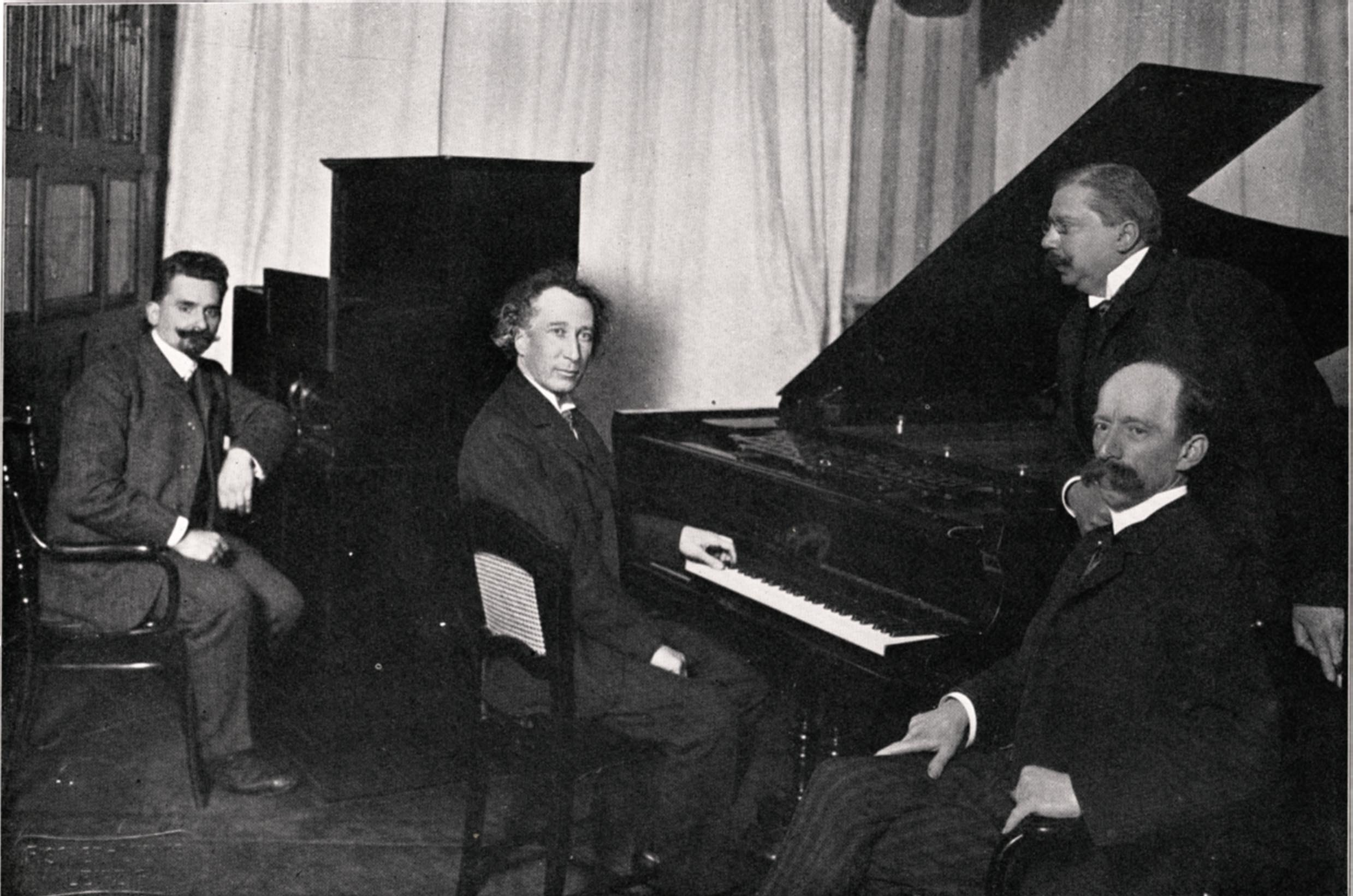
Emil von Sauer, 25 de novembro de 1905, gravando para a Welte-Mignon, Leipzig. À esquerda: Karl Bockisch

### Tocando
- Emil von Sauer—1940 gravações ao vivo. Obras de Chopin, Sauer, Schubert, Schumann, Sgambati. Willem Mengelberg rege a Royal Concertgebouw Orchestra (Arbiter CD 114).
- Emil von Sauer: The Complete Commercial Recordings (3-CD set, Marston Records).
- Emil von Sauer Plays Liszt: Piano Concertos Nos 1 e 2. Orquestra de Concerto do Conservatório dirigida por Felix Weingartner (Dutton Labs UK B0001DCXLK).

### Composições
- Concerto para piano nº 1 tocado por Stephen Hough com a Orquestra Sinfônica da Cidade de Birmingham dirigida por Lawrence Foster. Gravado em 1994. O CD também contém o Concerto para Piano nº 4 em Fá menor de Xaver Scharwenka, Op. 82 (Hyperion nº 66790).
- Concerto para piano nº 2 tocado por Oleg Marshev com a Orquestra Sinfônica de Aarhus dirigida por James Loughran (Danacord DACOCD 596).
- Sonata para piano nº 2 e outras obras para piano tocadas por Oleg Marshev (Danacord DACOCD 534).
- Études de Concert interpretado por Oleg Marshev (Danacord DACOCD 487).

### Gravações
- Piano Rolls (The Reproducing Piano Roll Foundation)
- Emil von Sauer - The Complete Commercial Recordings (Marston Records)
- Emil Sauer plays Liszt (Dutton Vocalion)